# Às Covas
Às Covas é uma localidade da freguesia de Santa Cruz, município da Praia da Vitória, ilha Terceira, arquipélago dos Açores.
Este local assume bastante importância histórica dada a antiguidade da sua ocupação humana que remonta quase ao início do povoamento da localidade e por ali existirem estruturas quinhentistas subterrâneas de armazenamento de cereais, nomeadamente de trigo e milho. Estas estruturas foram localizadas no local onde séculos mais tarde nasceu a Rua de Jesus, na referida freguesia.